# 西华苏巴马廉
西华苏巴马廉（1966年11月28日—），马来西亚政治家，为土著团结党党员。前霹雳州议会文冬议员，他曾经为民主行动党党员，2020年马来西亚政治危机退党后，先后加入过民政党、土著团结党和马来西亚全民党。2022年再转投土团党。

## 政治生涯
2008年大选，代表行动党参加并赢得霹雳文冬州议席。2020年月3月9日，西华苏巴马廉宣布退出民主行动党，以独立人士身份改为支持土团党国民联盟领导的霹雳州政权。6月25日宣布加入马来西亚民政运动党。但他在入党后不久退出，申请加入了土著团结党。2022年1月8日，西华苏巴马廉加入马来西亚全民党，担任该党高级副主席。同年9月，他因全民党决意加入国阵而宣布退党，之后再转投土团党。